# كارين فاناس
‏كارين فاناس (من مواليد 24 نوفمبر 1983) هي ممثلة كندية فرنسية، من أشهر الممثلات في كيبيك بعد حصولها على عدة جوائز لأدوارها في أفلامها مثل : بوليتكنك (فيلم), Séraphin: Heart of Stone and Emporte-moi
دوليًا هي معروفة لأدوارها في المسلسلات التلفزيونية الأمريكية مثل كوليت فالوا في بان ام، ومارجو لومارشال في  الانتقام .

## الحياة الوظيفية
ولدت كارين في دورمونفيل، كيبيك، ابنة كونراد ورينيه التي كانت مديرة اعمالها في بداية حياتها المهنية.
في سن التاسعة أبدت كارين رغبتها في الغناء والتمثيل وقد حققت هذه الرغبة بعد فوزها في مسابقة "lip sync" ، بعد ذلك بمساعدة والدتها بدأت كارين مسيرتها في الأختيار والمشاركة في الإعلانات التجارية التلفزيونية والقيام بأدوار في الأفلام التلفزيونية الفرنسية الكندية.
في عام 1998، شركة الإنتاج المعروفة الآن باسم “ الحركة الدولية “ طلبت استضافة كارين في Les Débrouillards.
المنتج والمخرج ريتشارد لورين شاهدها هناك وعرض عليها أول دور كبير لها في Emporte-moi (1999)
قامت بدور هانا مراهقة تحاول ان تجد هويتها في بيئة أسرية معذبة، الفيلم قدم في اربعين مهرجان، وعرض في عشرين بلد، اداءها لاقى استحسان كبير على المستوى الوطني والدولي، واكسبها عام 2000 جائزة أفضل ممثلة Jutra Award
في عام 2009، كارين كانت منتجة وممثلة رئيسية في فيلم Polytechnique, الذي يصور مذبحة مدرسة بوليتكنيك في مونتريال عام 1989، وقد حصلت على جائزة جيني لأفضل ممثلة لادائها.
في عام 2011، كارين حصلت على دور المضيفة الفرنسية، كوليت فالوا في السلسلة التلفزيونية الأمريكية بان ام.
في عام 2013 كارين انضمت كارين إلى سلسلة الانتقام من الأي بي سي في موسمه الثالث، كسيدة أعمال فرنسية مارجو لومارشال.

## الحياة الشخصية
شريك كارين فاناس من عام 2006، هو رجل الأعمال من كيبيك ماكسيم ريميلارد.

## أعمالها

### أفلام
| السنة | العنوان                        | الدور                  | ملاحظة                  |
| ----- | ------------------------------ | ---------------------- | ----------------------- |
| 1999  | Set Me Free                    | Hanna                  |                         |
| 2001  | Games of the Heart             | Alice                  |                         |
| 2002  | Séraphin: Heart of Stone       | Donalda Laloge         |                         |
| 2004  | Head in the Clouds             | Lisette                |                         |
| 2006  | Without Her                    | Camille                |                         |
| 2007  | My Daughter, My Angel          | Nathalie Dagenais      |                         |
| 2009  | بوليتكنك (فيلم)                | Valérie                |                         |
| 2010  | The Child Prodigy              | Camillette Mathieu     |                         |
| 2010  | Rhonda's Party                 | Amy                    | فيلم قصير               |
| 2011  | Angle mort                     | Stephanie              |                         |
| 2011  | منتصف الليل في باريس           | Belle Époque Couple    |                         |
| 2011  | Switch                         | Sophie Malaterre       |                         |
| 2011  | I'm Yours                      | Daphne                 |                         |
| 2011  | French Immersion               | Julie Tremblay         |                         |
| 2013  | Scarlet                        | Narrator               | فيلم قصير               |
| 2013  | Turning Tide                   | Mag Embling            |                         |
| 2013  | All the Wrong Reasons          | Kate Ascher            |                         |
| 2014  | رجال-إكس: أيام المستقبل الماضي | French Emergency Nurse |                         |
| 2014  | Buddha's Little Finger         | Anna                   | في مرحلة ما بعد الإنتاج |

### التلفزيون
| السنة        | العنوان             | الدور             | ملاحظة                            |
| ------------ | ------------------- | ----------------- | --------------------------------- |
| 1999         | 2 frères            | Lucie Chaput      | مسلسل تلفزيوني                    |
| 2001         | Mon meilleur ennemi | Franny Anderson   | مسلسل تلفزيوني                    |
| 2006         | Un home mort        | Kim Blanchard     | مسلسل تلفزيوني                    |
| 2006         | October 1970        | Christine         | مسلسل قصير                        |
| 2006         | Marie-Antoinette    | ماري أنطوانيت     | فيلم تلفزيوني                     |
| 2011         | Trauma              | Fannie Comtois    | في الموسم الثاني، الحلقة الثانية. |
| 2011         | Killer Wave         | Sophie Marleau    | مسلسل قصير                        |
| 2011-2012    | Pan Am              | Colette Valois    | مسلسل تلفزيوني.                   |
| 2012         | Scruples            | Valentine O'Neill | فيلم تلفزيوني                     |
| 2013-present | الانتقام (مسلسل)    | Margaux LeMarchal | الجزء الثالث والرابع.             |